# Edzard zu Innhausen und Knyphausen
Le prince Edzard Friedrich Ludwig zu Innhausen und Knyphausen (né le 14 décembre 1827 à Hanovre et mort le 16 janvier 1908 au château de Lütetsburg (de)) est un propriétaire terrien et homme politique prussien de la Frise-Orientale.

## Biographie

### Origine
Il est le fils de Carl Wilhelm Georg zu Inn- und Knyphausen (de) (1784-1860) et de Luise Sophie Charlotte Friederike von Kielmansegg (de) (1798-1874). Edzard Moritz zu Innhausen und Knyphausen (de) est son grand-père.

### Carrière
Après l'académie de chevalerie de Lunebourg, Edzard étudie le droit à l'Université Frédéric-Guillaume de Berlin et à l'Université rhénane Frédéric-Guillaume de Bonn. En 1848, il devient actif dans le Corps Borussia Bonn. En 1851, il réussit le premier examen d'État en droit à Bonn. Après la mort de son père en 1860, il devient le plus grand propriétaire terrien de la Frise-Orientale. La même année, Georges V de Hanovre le nomme chambellan. En 1862, Edzard rachète le château de Kniphausen (de), perdu en 1624, au Grand-duché d'Oldenbourg. Il acquit également le château d'Innhausen (de) en 1876.
Après l'annexion de Hanovre par la Prusse en 1866, il représente les intérêts de la Frise-Orientale devant le gouvernement prussien. En 1867, il reçoit un siège à la chambre des seigneurs de Prusse, qu'il n'occupe qu'après l'abolition des Fonds Welfs en 1892. Il est également député du parlement provincial de Hanovre (de). De 1885 à 1908, il est président du synode général de l'Église évangélique réformée de la province de Hanovre. Après avoir échoué à l'élection du premier Reichstag en 1871, il se représente à nouveau pour son parti, le Parti allemand hanovrien, en 1893 et est élu au Reichstag, dont il sera membre jusqu'à sa mort. Bien qu'il ait perdu l'élection de 1898 lors du second tour contre le candidat national-libéral, après le décès de l'élu, il peut regagner la circonscription lors d'une élection partielle  le 8 juin 1899. À partir de 1899, il ne rejoint plus la faction conservatrice allemande, mais s'y assied simplement .
Il participe à la fondation du ligne de la côte de Frise-Orientale et de la caisse d'épargne de la Frise orientale (1871). En 1902/03, il est président de la Société agricole allemande et en 1904 président de la chambre des seigneurs de Prusse. Le 1er janvier 1900, il est fait prince par Guillaume II parce qu'il a veillé comme personne à la réconciliation des Guelfes et de la Prusse comme nul autre dans la province de Hanovre.
Il est ami avec Theodor Fontane, qui lui rend visite au château de Lütetsburg (de) en 1880 et 1882 dans le cadre de recherches sur le château d'Hoppenrade (de) pour le dernier volume, Fünf Schlösser des Wanderungen durch die Mark Brandenburg (de). Dans la littérature, le prince est également répertorié comme le propriétaire du domaine de Pansevitz à Rügen, tandis que d'autres sources se réfèrent à cela comme une possession, avec le château de Pansevitz (de), comme la propriété de sa femme.
Il meurt à l'âge de 80 ans et est enterré dans le parc de Lütetsburg.

### Famille
Il est marié avec la baronne Luise von Krassow (de) (née le 31 octobre 1843 et morte le 7 février 1930), la fille de Carl Reinhold von Krassow. Le couple a les enfants suivants :
1. Hedda Auguste Elma Caroline (née le 26 mai 1865 et morte le 16 novembre 1952) mariée avec Walther von Jagow (né le 19 août 1867 et mort le 27 mars 1928)
2. Theda Georgine Jeannette Pauline Julie Marie (née le 2 juin 1866 et morte le 17 mai 1943) mariée avec Carl von dem Bussche-Streithorst (né le 22 mars 1856 et mort le 14 juillet 1934)
3. Elma Marie Louise (née le 14 octobre 1869 et morte le 15 octobre 1955) mariée avec William von Unheimb (née le 11 mai 1868 et morte le 30 avril 1953), fils de Julius von Oheimb (de)[6]
4. Adda Hyma Marie Hilma (née le 18 septembre 1871 et morte le 25 mars 1949) mariée avec Friedrich Karl von Reden (né le 8 février 1864 et mort le 22 décembre 1925)
5. Dodo Karl Tido Albert Edzard (de) (né le 27 octobre 1876 et mort le 12 mai 1931) marié avec Theda Elma Pauline Johanna Karoline Elisabeth von Bismarck-Bohlen (née le 7 décembre 1885 et morte le 20 janvier 1969)
6. Elsa Clémentine Hyma Selma (née le 22 septembre 1878 et morte le 1er décembre 1945) mariée avec Dodo Ernst Eduard von Innhausen und Knyphausen (de) (né le 6 juillet 1877 et mort le 7 septembre 1967), administrateur de l'arrondissement de Rastenburg (de)
7. Ebba Helene Marie Elisabeth (née le 26 octobre 1882 et morte le 26 juin 1947) mariée avec Maximilian von der Asseburg-Neindorf (de) (né le 2 juillet 1874 et mort le 12 septembre 1945)
8. Geva Karoline Adelheid Franziska Henriette (née le 16 février 1888 et morte le 21 janvier 1979) mariée avec Friedrich von Wallenberg-Pachaly (de) (né le 18 août 1878 et mort le 25 septembre 1965)

## Travaux
- Journal d'un voyage en Inde